# János Kalmár (Fotograf)
János Kalmár (* 1937 in Budapest) ist ein österreichischer Fotograf und bildender Künstler. Er arbeitet vornehmlich als freier Fotograf.

## Leben
János Kalmár wurde 1937 in Budapest geboren und lebt seit Dezember 1956 in Wien. Parallel zu seiner fotografischen Ausbildung studierte er an der Universität für Bodenkultur in Wien.
Seit Anfang der 1960er Jahre arbeitet er als freier Fotograf und seit den 1980er Jahren ist er Vizepräsident des Syndikates der Pressephotographen Österreichs.
Er hatte unter anderem Einzelausstellungen in Wien, New York, Washington, D.C., Alberta, Buenos Aires, Hamburg, Brüssel, Bratislava, Sarajewo, Kiew, Sofia, Belgrad, Bukarest, Istanbul, Zagreb, Vilnius, Krakau, Riga. Als Bildautor zahlreicher Bildbände u. a. über die Wiener Ringstraße, Otto Wagner und die Jahrhundertwende-Architektur in Wien, Prag und Budapest sind kulturhistorische Themen sowie Landschafts- und Städteportraits Schwerpunkte seiner Arbeit.
Sein Hauptanliegen ist es, neben Ästhetik und Atmosphäre die hinter den Bildern liegenden Geschichten fotografisch zu erzählen.

## Werk
An folgenden Büchern (Auswahl) war János Kalmár jeweils als Bildautor beteiligt: 
- mit Alfred Komarek, Hubertus Knabe: Budapest, Bucher, Berlin / München 1991, ISBN 3-7658-0681-1.
- mit Georg Schwikart: Reise durch Budapest. Stürtz, Würzburg 2013 (Erstausgabe 2007), ISBN 978-3-8003-4182-5.
- mit Walter M. Weiss: Wien, Stürtz, Würzburg 2013, ISBN 978-3-8003-4808-4.
- mit Walter M. Weiss, Martin Siepmann: Wien und Niederösterreich, Stürtz, Würzburg 2011, ISBN 978-3-8003-4402-4.
- mit Michael Kühler: Wien. Flechsig 2011, ISBN 978-3-8035-2028-9.
- mit Harald Heppner, Peter Urbanitsch, Renate Zedinger: Social Change in the Habsburg Monarchy – Les transformations de la société dans la. Winkler, Bochum 2011, ISBN 978-3-89911-176-7.
- mit János J. Varga: Einrichtungswerk des Königreichs Hungarn (1688–1690), Steiner, Stuttgart 2011, ISBN 978-3-515-09778-9.
- mit Georg Schwikart: Wien, Stürtz, Würzburg 2009, ISBN 978-3-8003-1956-5.
- mit Dodo Kresse: Reise durch Wien, Stürtz, Würzburg 2009, ISBN 978-3-8003-4013-2.
- mit Michael Kühler: Faszinierendes Wien, Flechsig, Würzburg 2008, ISBN 978-3-88189-728-0.
- mit Mella Waldstein: K.u.k. Hoflieferanten Wiens, Stocker, Graz 2001, ISBN 3-7020-0935-3.
- mit Alfred Stalzer: Das Jüdische Wien, Pichler, Wien 2000, ISBN 3-85058-182-9.
- mit Elvira Grözinger: Bauet Häuser und wohnet darin. Spuren jüdischen Lebens in Mittel- und Osteuropa. Umschau, Frankfurt am Main 1996, ISBN 3-524-69109-9.

## Mitgliedschaften
János Kalmár ist ordentliches Mitglied bei der Berufsvereinigung der bildenden Künstler Österreichs.

## Ausstellungstätigkeit
2001–2005: Wien, Bratislava, Sarajewo, Odessa, Kiew, Sofia, Bukarest, Istanbul, Zagreb, Vilnius, Krakau, Riga, Washington D.C., New York, Buenos Aires, „Das jüdische Wien / Jewish Vienna“